# Батумский морской порт
Батумский морской порт (груз. ბათუმის საზღვაო ნავსადგური) — морской торговый порт столицы Аджарии города Батуми, расположенный в юго-восточной части Черноморского побережья Кавказа — на юге Грузии в Батумской бухте. Был одним из главных трёх морских портов Грузии в XX веке, и важным специализированным нефтеперевалочным портом в восточной части Чёрного моря. Код UN/LOCODE — GEBUS. Один из крупнейших портов в восточной части Чёрного моря. Является важным связующим звеном Южного Кавказа с Европой.

## История
Южная часть глубоководной Батумской бухты служила портом давно, но он принимал только небольшие суда и имел незначительный грузооборот. С 1878 года — порто-франко (на период до 1885 года). Ввод в эксплуатацию в 1883 году железной дороги Баку — Батум (Батуми) послужило быстрому развитию порта для вывоза морем бакинской нефти в другие порты Чёрного моря и за границу. Объём экспорта нефтепродуктов через Батумский порт в 1883 году составил 3 млн пудов. Интенсивный рост объёма экспортируемой нефти вызвало необходимость развития соответствующей портовой инфраструктуры.
К концу 1884 года первым начальником Батумского морского торгового порта вице-адмиралом Александром Ивановичем Греве и инженером Георгом Альковичем был разработан проект реконструкции порта со строительством причалов и волнолома для защиты Батумской гавани. Реализация проекта началась в 1885 году. К 1892 году в глубине Батумский бухты было построено нефтеналивное предприятие. В 1886—1889 годах для приёма судов, загруженных нефтепродуктами, были построены два нефтяных причала длиной 80 и 95 метров.

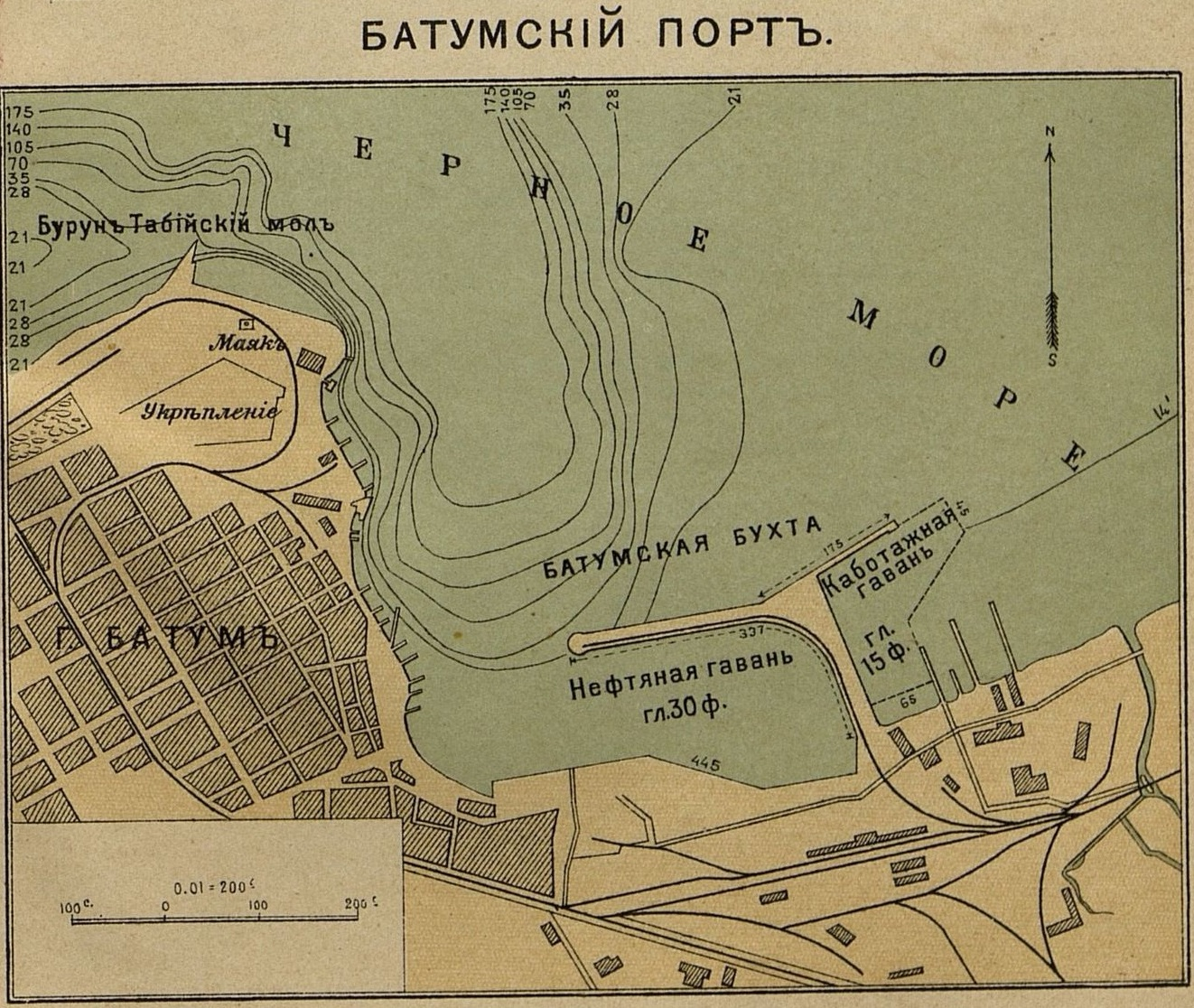
Схема Батумского порта. Начало 1900-х годов.

В 1892 году из английского порта Западный Хартпул в направлении Батуми вышел первый в мире танкер «Марекс», откуда, загруженный нефтью, отправился в свой первый рейс в Сингапур и Таиланд; 23 августа 1892 года «Марекс» открыл движение танкеров через Суэцкий канал.
После переоборудования порта и завершения строительства нефтепровода Баку — Батуми (1897—1900), Батуми стал крупным портом, через который Россия вела внешнюю торговлю нефтепродуктами. Благодаря Батумскому порту России в кратчайшие сроки удалось сначала догнать, а затем и перегнать США по добыче и экспорту нефти. К началу XX века порт Батуми по своему значению и грузообороту стал одним из основных портов Чёрного моря.

Порт Батуми. 1914—1916 годы.

В советский период Батумский морской торговый порт входил в состав Грузинского морского пароходства. В порту было построено ещё 5 причалов для танкеров и сухогрузов. Вырос грузооборот, расширилась номенклатура грузов. В 1923 году Батумский морской порт перешёл в реестр портов 1-й категории — в то время он входил в число портов СССР, грузооборот которых превышал 1 млн тонн.
В 1954—1966 годах причалы, через которые перегружаются генеральные и навалочные грузы, были реконструированы, увеличены глубины для подхода судов, установленные высокопроизводительные перегрузочные механизмы. В 1959—1962 годах построен морской вокзал. С 1967 года порт уже мог принимать на внешнем рейде крупнотоннажные суда.
К концу XX века порт служил основной базой Грузинского морского пароходства. В его грузообороте главное место занимали экспортные танкерные нефтегрузы, но порт имел важное значение и в морских пассажирских перевозках как конечный пункт Крымско-Кавказских линий, а также линий для судов, осуществлявших туристические рейсы у берегов СССР и в страны Европы, Азии, Африки.

## Настоящее

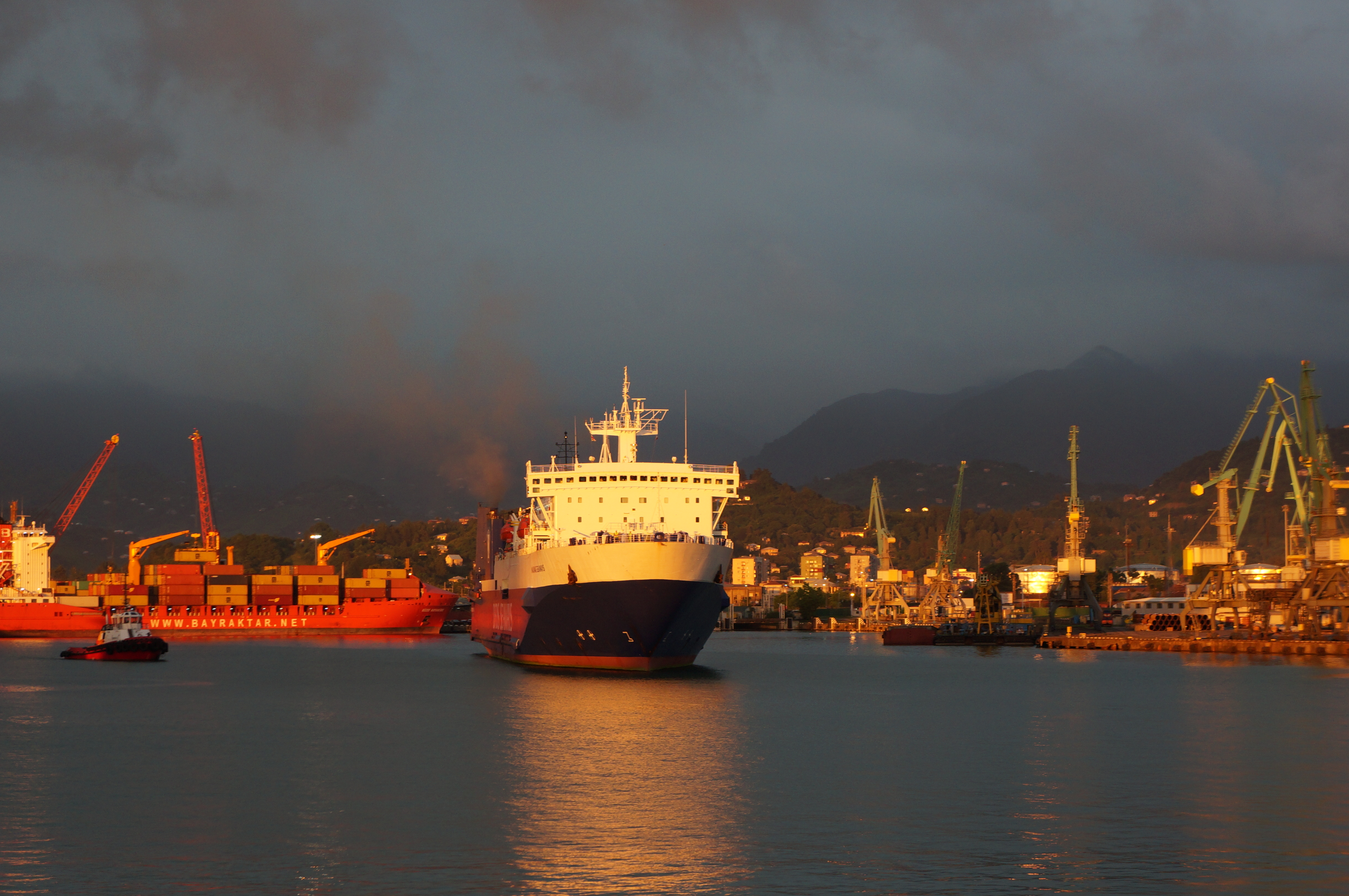
Порт Батуми сегодня

Площадь Батумского морского порта составляет около 22,2 га, из которых площадь открытых складских помещений занимает 16412 м². Порт включает нефтяной терминал, контейнерный терминал, причальный комплекс, который используется для обслуживания паромов, грузовой терминал для обработки сухих грузов, пассажирский терминал с морским вокзалом. В целом здесь насчитывается 11 причалов .
На сегодняшний день 80-90 % Портового грузооборота приходится на перевозки нефтепродуктов и сырой нефти. В порту круглосуточно проводятся грузовые операции и постановка судов. Портовая инфраструктура включает причалы, склады, перегрузочные механизмы, внутренние портовые автомобильные и железнодорожные пути, ремонтные мастерские, автотранспорт, и системы водопровода и водоснабжения. Портовый флот включает 12 судов, в том числе шесть буксиров и 100-тонный плавкран. Портальных кранов грузоподъемностью до 40 тонн — 13, техники грузоподъемностью от 1,5 до 10 тонн — 29 единиц, грейферов — 37, мобильных бункеровочных установок — 3, грузовых столов — 11.
Батуми — военно-морская база ВМС Грузии. В порту базируются катера и суда Береговой охраны. 3 сентября 2015 была открыта новая пристань пункта базирования плавательных средств Пограничной полиции.